# Sekondi Hasaacas Football Club
Maillots
Sekondi Hasaacas FC est un club ghanéen de football basé à Sékondi.

## Palmarès
- Coupe de l'UFOA
  - Vainqueur : 1982
  - Finaliste : 1983

- Championnat du Ghana
  - Champion : 1977
  - Vice-champion : 1978, 1980, 1983

- Coupe du Ghana
  - Vainqueur : 1985
  - Finaliste : 1982